# Göran Färm
Göran Färm (født 17. oktober 1949) er siden 2007 svensk medlem af Europa-Parlamentet, valgt for Socialdemokraterne (Sverige) (indgår i parlamentsgruppen S&D).